# Rhachomyces kenodactyli
Rhachomyces kenodactyli är en svampart som beskrevs av Balazuc & W. Rossi 1984. Rhachomyces kenodactyli ingår i släktet Rhachomyces och familjen Laboulbeniaceae.   Inga underarter finns listade i Catalogue of Life.